# Catadoides
Catadoides is een geslacht van vlinders van de familie spinneruilen (Erebidae), uit de onderfamilie Hypeninae.

## Soorten
- C. fijiensis Robinson, 1975
- C. longipalpis Swinhoe, 1903
- C. punctata Bethune-Baker, 1908
- C. vunindawa Robinson, 1975